# برگشت (مجموعه تلویزیونی چینی)
برگشت (انگلیسی: Reset؛‏ چینی ساده: 开端; پین‌یین: Kāiduān; به معنای «Beginning») مجموعه تلویزیونی چینی سال ۲۰۲۲ در ژانر سفر در زمان و با بازی ژائو جین‌مای و بای جینگ‌تینگ است. این بر پایه رمانی از چیدائوجون و به کارگردانی سون مولونگ و لیو هونگ‌یوان است. این مجموعه داستان یک دانشجو به نام لی شی‌چینگ و یک طراح بازی ویدئویی به نام شیائو هه‌یون را روایت می‌کند که در یک حلقه زمانی گرفتار شده‌اند و در اتوبوسی که در حال انفجار است، محبوس می‌شوند. برگشت در ۱۱ ژانویه ۲۰۲۲ در تنسنت ویدئو پخش شد. این مجموعه هم از نظر منتقدان و هم از نظر تجاری موفقیت بزرگی داشت و جوایز زیادی برنده شد. در سپتامبر ۲۰۲۳، تهیه‌کننده هو هونگ‌لیانگ و نویسنده چیدائوجون از ساخت مجموعه تلویزیونی جدید به نام ری‌استارت خبر دادند.

## بازیگران

### اصلی
- بای جینگ‌تینگ در نقش شیائو هه‌یون
- ژائو جین‌مای در نقش لی شی‌چینگ